# Adolf von Dalberg

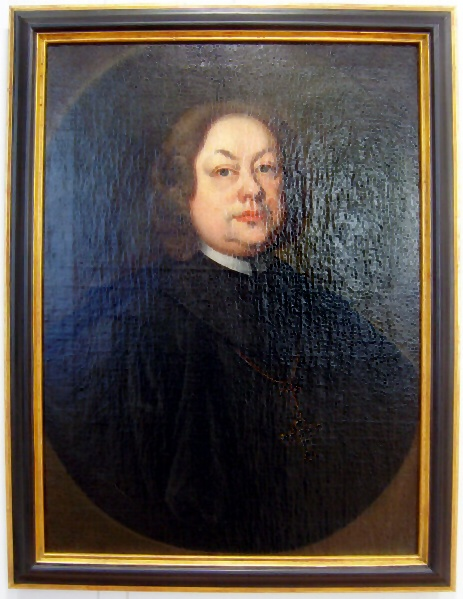
Fürstabt Adolf von Dalberg, zeitgenössisches Gemälde

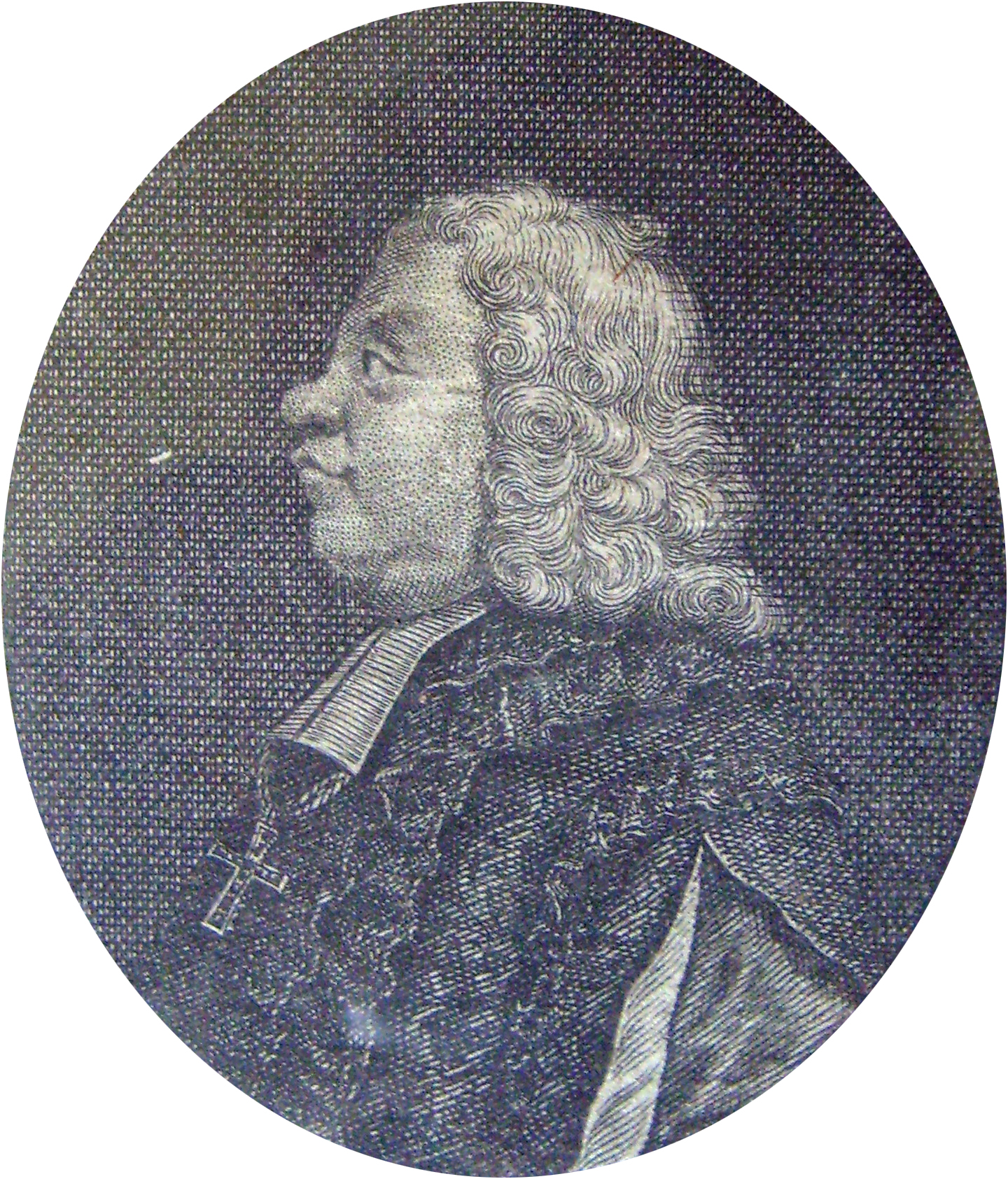
Adolf von Dalberg, zeitgenössischer Kupferstich

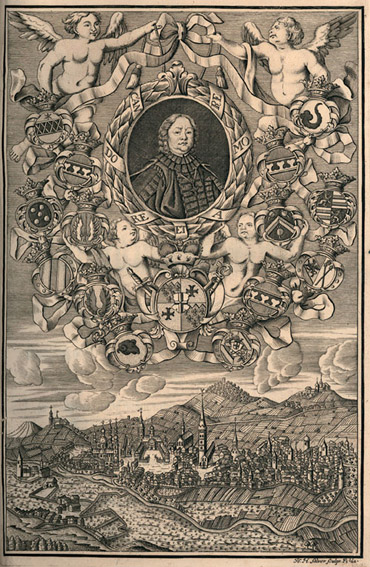
Fürstabt Adolf von Dalberg, über einer Ansicht der Stadt Fulda (Kupferstich von Johann Salver)

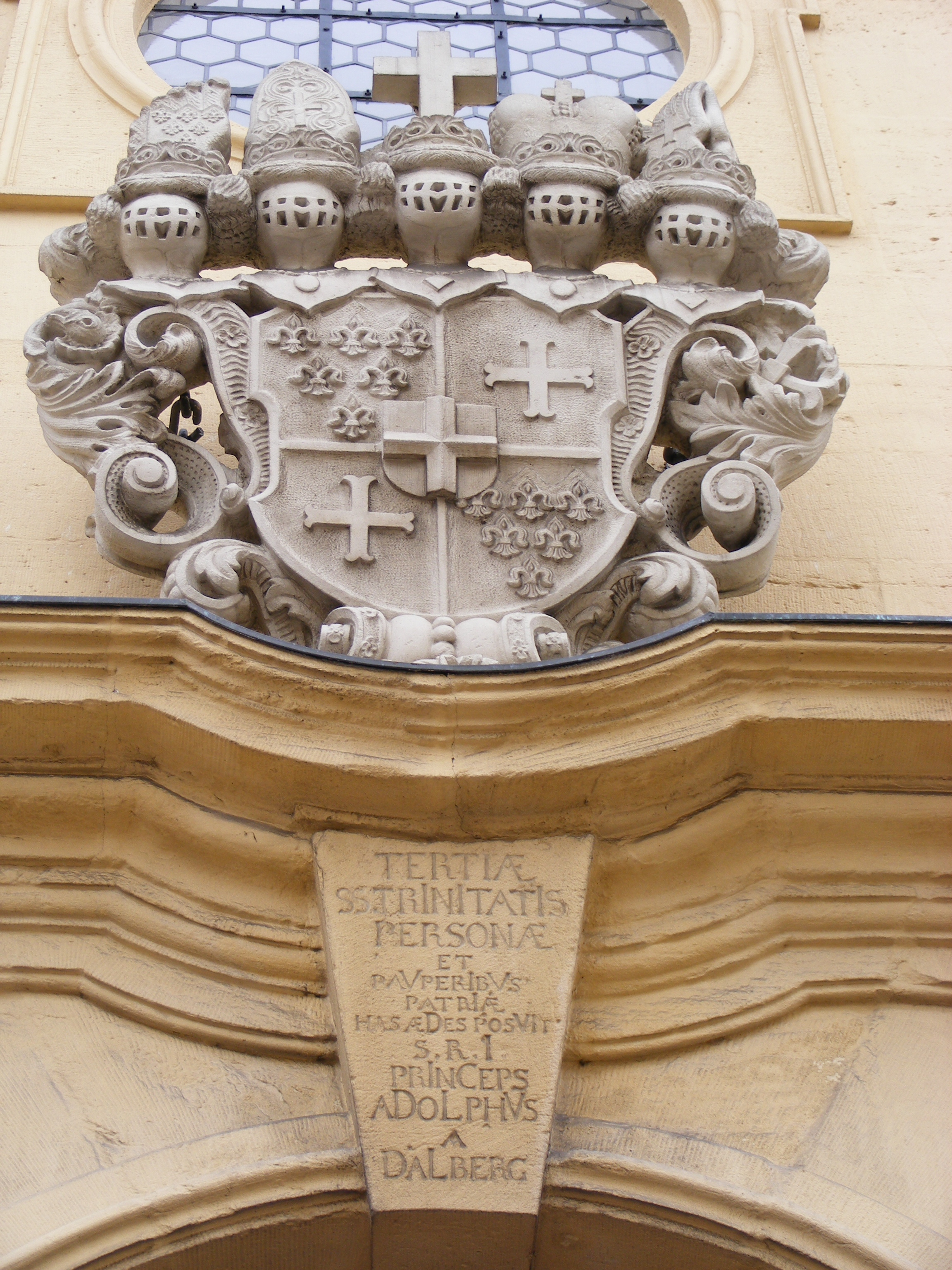
Adolf von Dalbergs Wappenrelief am Eingang der Heilig-Geist-Kirche.

Adolph Freiherr von Dalberg (eigentlich: Anton Adolph Freiherr von Dalberg) OSB (* 29. Mai 1678 in Speyer; † 3. Oktober 1737 auf Schloss Hammelburg) war von 1726 bis 1737 Fürstabt des Klosters Fulda. Während seiner Amtszeit wurde Fulda Sitz der neuen Adolphs-Universität Fulda, die nach ihm benannt wurde.

## Herkunft und Familie
Adolph von Dalberg stammte aus der Familie der Freiherrn von Dalberg. Er war das zwölfte von vierzehn Kindern des Reichskammergerichtspräsidenten Philipp Franz Eberhard von Dalberg (* 15. März 1635; † 24. Dezember 1693) und seiner Frau Anna Katharina Franziska von Dalberg (* 4. Dezember 1644; † 30. Juli 1679 in Speyer), einer Tochter von Johann XXV. von Dalberg und Anna Antonetta von der Leyen, einer Schwester der Mainzer Erzbischöfe Karl Kaspar von der Leyen und Damian Hartard von der Leyen.
Zwei Brüder von Adolf lebten als Domherren in Würzburg, ein weiterer Bruder, Damian Casimir (* 11. November 1675 in Speyer; † 18. August 1717 bei Belgrad), war Komtur des Deutschen Ordens und Kommandeur des Hoch- und Deutschmeister Regiments unter Prinz Eugen von Savoyen. Er fiel 1717 als Generalwachtmeister in der Schlacht von Belgrad.
Zu den Verwandtschaftsverhältnissen siehe auch: hier.

## Leben
Adolf von Dalberg wurde schon früh für den geistlichen Stand bestimmt. Am 3. November 1697 trat er als Alumne in die adelige Abteilung des Benediktinerklosters Fulda ein und legte dort am 9. November 1698 sein Ordensgelübde ab. Ab 1701 studierte er kanonisches Recht in Löwen, 1706 erhielt er die Priesterweihe.
1715 wurde Dalberg Kapitular an der Abteikirche St. Salvator (Fuldaer Dom) und Propst von Zella. Dort ließ er die barocke Propsteikirche Mariä Himmelfahrt errichten, die heute als Pfarrkirche dient.
Nach dem Tod des Fuldaer Fürstabtes Konstantin von Buttlar fiel die Wahl des Nachfolgers am 8. April 1726 auf Adolf von Dalberg. Die Weihe nahm der Mainzer Weihbischof Christoph Ignatius von Gudenus aus Erfurt vor.
Am 21. Juni 1736 erkrankte der Fürstabt ernstlich und starb am Nachmittag des 3. November 1737 auf dem von ihm ebenfalls erbauten Schloss Hammelburg. Beigesetzt wurde er am 9. November 1737 im Fuldaer Dom. Sein Herz wurde in einem silbernen Gefäß neben dem Bonifatiusaltar in die Wand eingemauert.

## Wirken
Adolph von Dalberg entwickelte die Bildungstradition der Stadt Fulda entscheidend weiter und gründete 1734 die nach ihm benannten Adolphs-Universität (auch: Alma Mater Adolphiana). Sie hatte die damals übliche Struktur aus vier Fakultäten (Römisch-Katholische Theologie, Philosophie, Medizin und Rechtswissenschaften). Die Neugründung basierte auf dem Fuldaer Jesuitenkolleg und dem Institut der Benediktiner. Einen wichtigen Beitrag für die Frauen- und Mädchenbildung in Fulda leistete Adolph von Dalberg, indem er 1733 die Schwestern des Instituts der Englischen Fräulein, die Maria-Ward-Schwestern, nach Fulda berief.
Fürstabt Adolf ließ sich mit dem Schloss Fasanerie-Adolphseck eine Sommerresidenz bauen, die später Fürstbischof Amand von Buseck ausbaute. Er gründete in Fulda ein Orchester. Unter seiner Regierung wurde das Heiliggeist-Hospital in Fulda von 1729 bis 1733 ausgebaut. Es diente als Armen- und Waisenhaus, Altenheim und Pilgerherberge.

## Ehrungen
Die Stadt Fulda hat ihm zu Ehren 1904 eine Straße benannt.